# 27417 Jessjohnson
27417 Jessjohnson este un asteroid din centura principală de asteroizi.

## Descriere
27417 Jessjohnson este un asteroid din centura principală de asteroizi. A fost descoperit pe 4 martie 2000 în cadrul proiectului CSS. Asteroidul prezintă o orbită caracterizată de o semiaxă mare de 3,00 ua, o excentricitate de 0,23 și o înclinație de 4,8° în raport cu ecliptica.